# Мохаммад Мохбер

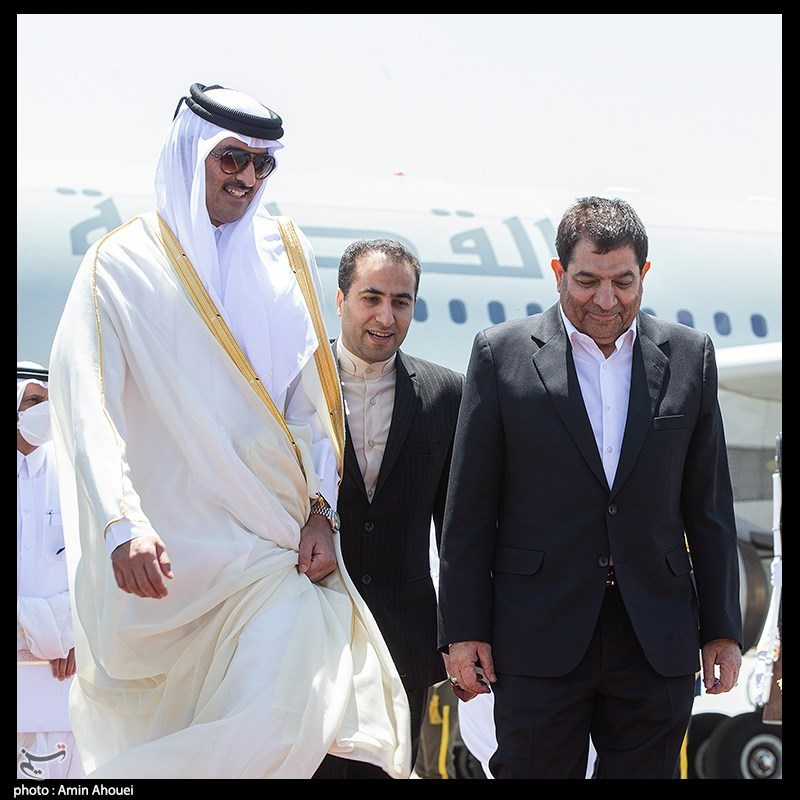
Мохаммад Мохбар вітає Таміма бін Хамада Аль Тані (еміра Катару) у міжнародному аеропорту Мехрабад

Мохаммад Мохбер (перс. محمد مخبر; 26 червня 1955, Дезфул, Іран) — іранський політик. З 20 травня по 6 липня 2024 року тимчасово виконував обов'язки президента Ірану. Перший віце-президент Ірану з 2021 року. Також є членом Ради з визначення доцільності.
Був колишнім головою державної організації «Виконання наказу імама Хомейні», головою правління Sina Bank і заступником губернатора провінції Хузестан.

## Молодість і освіта
Мухаммад Мухбер народився в Дезфулі в 1955 році. Має два докторські ступені, у тому числі докторську наукову роботу (і ступінь магістра) з міжнародних прав; він також має ступінь магістра та доктора наук з менеджменту.
Служив офіцером у медичному корпусі Корпусу вартових ісламської революції під час ірано-іракської війни.
У жовтні 2022 року його відправили до Москви разом із високопосадовцями КВІР і представником Вищої ради національної безпеки для завершення угоди про відправку безпілотників Shahed і ракет класу «земля-земля» до Росії для підтримки російського вторгнення в Україну.

## Тимчасово виконуючий обов'язки президента Ірану
20 травня 2024 року призначений тимчасово виконуючим обов'язки Президента Ірану.

## Санкція
У липні 2010 року Європейський Союз включив Мохаммеда Мухбера, як президента організації Setad (Виконання наказу імама Хомейні), до списку осіб та організацій, щодо яких було застосовано санкції за ймовірну причетність до «діяльності з ядерними або балістичними ракетами». Через два роки Мухбер був виключений з цього списку.